# Dobryj Schljach
| Dobryj Schljach Добрий Шлях | Dobryj Schljach Добрий Шлях |
| Dobry Put                   | Dobry Put                   |
| --------------------------- | --------------------------- |
| Ortsteil von                | Kiew                        |
| Rajon                       | Holossijiw                  |

Dobryj Schljach (russisch Добрый Путь Dobry Put, ukrainisch Добрий Шлях; übersetzt Guter Weg) bezeichnet eine historische Örtlichkeit, ein Stadtviertel und eine Straße in der Stadt Kiew am linken Ufer des Dnepr. Alle Objekte liegen südlich des Tals der Lybed zwischen dem Zimbaliw Jar und dem Golossejewski-Wald. Begrenzt wird das Stadtviertel durch die Listopadna-Straße im und die Maksym Rylsky-Straße. Es erstreckt sich entlang der Straße Dobryj Schljach und der Gorjana-Straße. 

## Geschichte
| \| Dobryj Schljach \| |
| Lage der Vorstadt     |
| Dobryj Schljach       |

Das Viertel wurde nach der von Kiew in Richtung Myschelowka, Kitajew und Kortschewatoe führenden Straße benannt. Diese Straße ist seit der zweiten Hälfte des 19. Jahrhunderts bekannt. Eine Siedlung an dieser Stelle existiert jedoch erst seit 1914.

Der Legende nach erhielten Straße und Siedlung ihren Namen, weil man hier traditionell die Tschumaken auf ihrem Weg auf die Krim verabschiedete und ihnen einen "guten Weg" wünschte.

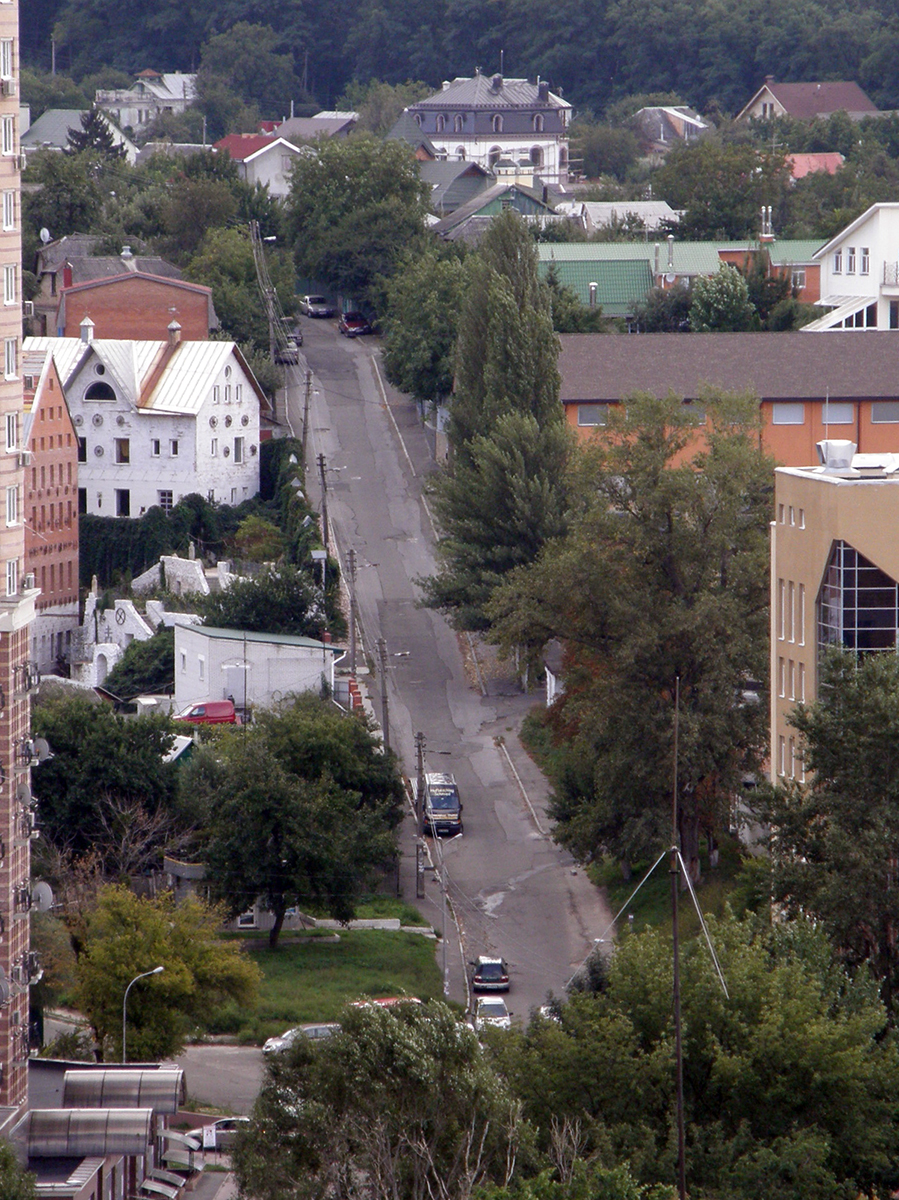
Gornaja-Straße
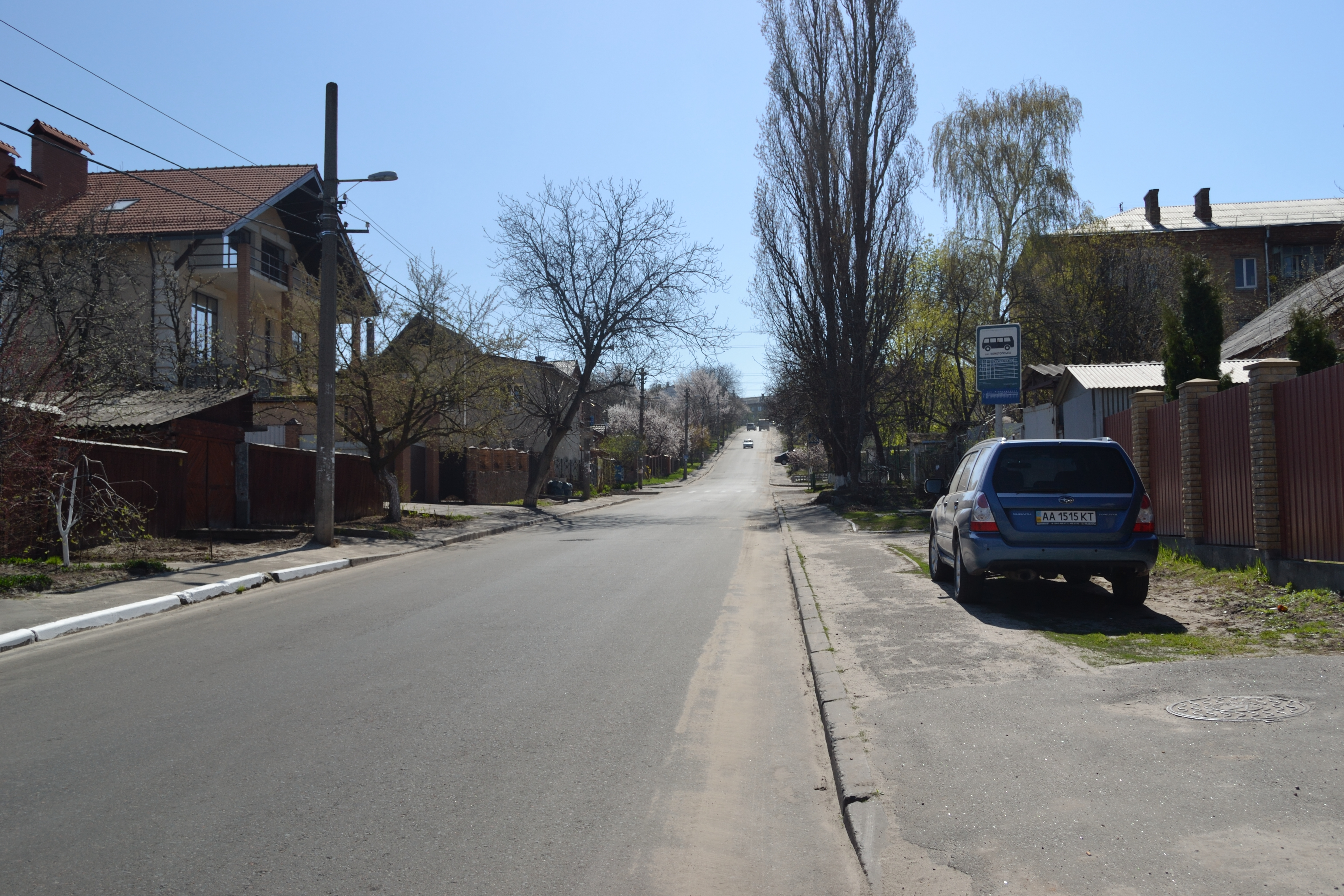
Dobryj Schljach-Straße